# Прохоров, Юрий Геннадьевич
Юрий Геннадьевич Прохоров (род. 2 марта 1964 года) — российский математик, специалист в области бирациональной алгебраической геометрии, член-корреспондент РАН (2019).

## Биография
Родился 2 марта 1964 года в г. Орехово-Зуево Московской области.
В 1981 году окончил ФМШ №18 имени А.Н. Колмогорова, а в 1986 году окончил механико-математический факультет МГУ.
В 1990 году защитил кандидатскую, тема: «Геометрические свойства многообразий Фано», а в 2002 году — докторскую диссертации, тема: «Индуктивные методы в теории минимальных моделей».
В 2000 году присвоено учёное звание доцента, а в 2009 году — профессора.
С 2005 года ведёт преподавательскую деятельность: профессор кафедры высшей алгебры механико-математического факультета МГУ (читает курсы «Эллиптические кривые в криптографии», «Введение в алгебраическую геометрию», «Особенности алгебраических многообразий», «Проблемы рациональности в алгебраической геометрии»).
В 2019 году избран членом-корреспондентом РАН.

## Научная деятельность
Специалист в области бирациональной алгебраической геометрии.
Автор 106 научных работ, из них 2 монографий.
Основные научные результаты:
- разработана техника изучения конечных подгрупп в трёхмерной группе Кремоны;
- разработаны методы классификации особых многообразий Фано, доказана гипотеза Фано-Исковских о точной оценке степени трёхмерных многообразий Фано с каноническими особенностями, найдена точная оценка степени многообразий Фано-Энриквеса;
- в серии совместных работ с С. Мори исследована локальная структура элементарных стягиваний трёхмерных многообразий, имеющих одномерные слои;
- разработана и развита индуктивная техника изучения особенностей и расслоённых пространств в теории Мори, в частности, этими методами доказаны индуктивные теоремы о дополнениях (совместно с Шокуровым В. В.), гипотеза Шокурова о точках накопления логканонических порогов (совместно с Дж. МкКернаном) и классифицированы вырождения поверхностей дель Пеццо в Q-горенштейновых семействах (совместно с П. Хаккиным).

Под его руководством защищено 9 кандидатских диссертаций.
Член редколлегий журналов «International Journal of Mathematics», «Bulletin of the Korean Mathematical Society», «Фундаментальная и прикладная математика».

### Основные труды
- «Особенности алгебраических многообразий» (2009)
- «Рациональные поверхности» (2015)

## Награды
- Премия имени И. И. Шувалова (2002) — за докторскую диссертацию «Индуктивные методы в теории минимальных моделей»[2]